# Xã Jo Daviess, Quận Faribault, Minnesota
Xã Jo Daviess (tiếng Anh: Jo Daviess Township) là một xã thuộc quận Faribault, tiểu bang Minnesota, Hoa Kỳ. Năm 2010, dân số của xã này là 245 người.